# LeAnn Rimes
Margaret LeAnn Rimes (Jackson, 28 de agosto de 1982) mais conhecida como LeAnn Rimes, é uma cantora, compositora e atriz americana. Ela originalmente alcançou o sucesso como uma artista de música country aos 13 anos e desde então cruzou para o pop, o gospel contemporâneo e outros gêneros musicais. Rimes colocou mais de 40 singles nas paradas internacionais desde 1996. Ela vendeu mais de 48 milhões de gravações em todo o mundo, com 20,8 milhões de vendas de álbuns nos Estados Unidos, de acordo com a Nielsen SoundScan. A Billboard a classificou em 17.º lugar em termos de sucesso de vendas na década de 1990-1999.

## O começo da carreira
Natural de Jackson, no Mississipi, a cantora começou a cantar antes dos dois anos, e aos 11, já vivendo no Texas, tinha gravado "All That", o seu primeiro álbum de originais. O sucesso que o registro, lançado por uma pequena editora independente, veio a alcançar, chamou a atenção da Curb Records, que editou "Blue", segundo disco de LeAnn Rimes, quando a artista tinha apenas 13 anos. Por detrás do tema-título está uma história que, até hoje, é associada à cantora: a canção "Blue" fora escrita nos anos 1960 por um radialista e promotor discográfico que, ao encontrar Leann, se rendeu aos seus talentos e lhe sugeriu que cantasse a música.
Assumindo o papel de "padrinho" da artista, Bill Mak garante ter escrito "Blue" para Patsy Cline antes da morte da cantora, espalhando o rumor de que tinha esperado 30 anos até encontrar outra voz capaz de interpretar a canção. Inspirada na história e nas semelhanças de Leann com a lenda, a imprensa começa a apresentar a jovem como sucessora de Patsy Cline. Mais tarde, porém, descobriu-se que a música já tinha sido gravada por três artistas diferentes. A constatação não retirou impacto ao disco, um sucesso de vendas nos EUA.
A partir de então, o aplauso do público e os recordes batidos ("You Light Up My Life: Inspirational Songs", de 1997, foi o primeiro disco country a entrar diretamente para as tabelas Pop, country e cristã contemporânea) marcam o percurso de Leann. Depois do lançamento de uma coletânea com os seus primeiros temas, a cantora vendeu milhões de cópias de "Sitting On Top of the World", lançado em 1998. Para trás ficaram dois Grammys, tendo Leann sido a primeira cantora country a vencer na categoria de Melhor Artista Revelação.
A reforçar a comparação com Patsy Cline, a artista interpretou, em 1999, o clássico "Crazy", numa coleção de 11 standards da country a que deu o seu nome. Seguiram-se "Written In The Stars", um dueto com Elton John para o musical da Broadway, "Aida", e dezenas de concertos pelos EUA.
Rimes está atualmente em turnê com o superstar country Kenny Chesney, onde ela está abrindo
cada show da "Poets and Pirates Tour 2008", junto com outros artistas, como Brooks & Dunn,
Keith Urban, Sammy Hagar, Gary Allan, Big & Rich, e Luke Bryan.
Ela planeja voltar para estúdio ainda em 2008, para começar a gravar um novo álbum
para o qual ela já tem escrito muitas músicas.
LeAnn fez parte da canção, "Just Stand Up", juntamente com muitos outros artistas do
sexo feminino, incluindo, Carrie Underwood, Ciara, Beyoncé, Mariah Carey, Miley Cyrus, Leona Lewis, Fergie, Mary J. Blige, Rihanna, Ashanti, Natasha Beginfield, Keyshia Cole, que é uma canção para ajudar na campanha "Stand Up For Cancer".
A canção How Do I Live é o maior sucesso de todos os tempos nos Estados Unidos, por uma cantora mulher, tabelando a posição #4, no top 100 da Billboard de todos os tempos, a sua frente contém apenas cantores homens, com os singles, The Twist do Chubby Checker, Smooth parceria de Santana com Rob Thomas e Mack the Knife do Bobby Darin.

## Reconhecimento Mundial
O reconhecimento em nível mundial veio com a banda-sonora de "Coyotte Ugly" (ShowBar) , para o qual gravou quatro músicas de Diane Warren, entre as quais o êxito "Can't Fight the Moonlight". No filme, Leann faz também uma pequena aparição, naquela que foi a sua segunda incursão pelo cinema, após a estréia em "Holiday in Your Heart", filme adaptado de um livro co-escrito pela cantora.
Em 2001, e na ressaca dos atentados de 11 de Setembro, surge no mercado "God Bless America", uma coleção de sucessos da artista, alternados com versões de clássicos da canção norte-americana, para emprestar ânimo aos povo dos EUA, abalado pela tragédia. Um ano depois, a cantora lança "Twisted Angels", mais um conjunto de originais.